# Vinko Bek
Vinko Bek (Podgajci Podravski, 19. studenoga 1862. – Zagreb, 15. listopada 1935.) bio je hrvatski tiflopedagog. Prvi je u Hrvatskoj organizirao osposobljavanje slijepih.

## Životopis
Bek je osnovnu školu pohađao u Cerniku, Osijeku i Pečuhu, nižu realnu gimnaziju u Osijeku, a učiteljsku školu je 1881. godine završio u Zagrebu. Usavršavao se u Odgojnom zavodu za slijepe u Beču (1888.).
Bio je učitelj pučke škole u Bukevju jedanaest godina, zatim u Zagrebu do 1895. godine, kada je postao učiteljem i privremenim ravnateljem Zemaljskog zavoda za slijepe. Od 1899. godine do umirovljenja 1920. godine bio je ravnatelj Doma slijepih radnika.
Na osnovi rezultata koje je Bek postigao radeći za slijepe, a što mu je Zemaljska vlada izravno ili posredno omogućavala, godine 1894. u Zagrebu su se stekli uvjeti za otvaranje zavoda za slijepe. No zbog slabog odziva zainteresiranih na natječaj koji je raspisala Zemaljska vlada zavod za odgoj i obrazovanje slijepe djece (Zemaljski zavod za slijepe) počinje s radom tek u rujnu 1895. godine, kao prvi zavod te vrste u jugoistočnoj Europi. Zatim se otvara Zavod za odrasle slijepce (od 1898. Dom slijepih radnika), dok je 1910. godine osnovan Dom slijepih djevojaka.
Bek je prvi u Hrvatoj napisao prvu dječju školsku knjigu s Braillevim slovima za slijepe: Početnica (Braille) za slijepce (1889.). Pokrenuo je i uređivao prvi časopis za slijepe osobe Slijepčev prijatelj (1890. – 1892.), koji je od 1893. do 1897. godine tiskao pod nazivom Prijatelj slijepih i gluhonijemih. Objavio je knjižicu Uzgoj slijepaca: po Entlicheru (1888.) i studiju Bečki zavodi za slijepce i naše potrebe (1889.).

## Počasti
- Centar za odgoj i obrazovanje "Vinko Bek", Zagreb
- Škola za osposobljavanje i obrazovanje "Vinko Bek", Osijek[4]
- Ulica Vinka Beka, nalazi se u naselju Mikulići, zagrebačka gradska četvrt Črnomerec
- Tiflološki muzej u Zagrebu[5]